# Gottlieb Heinrich Kannegießer

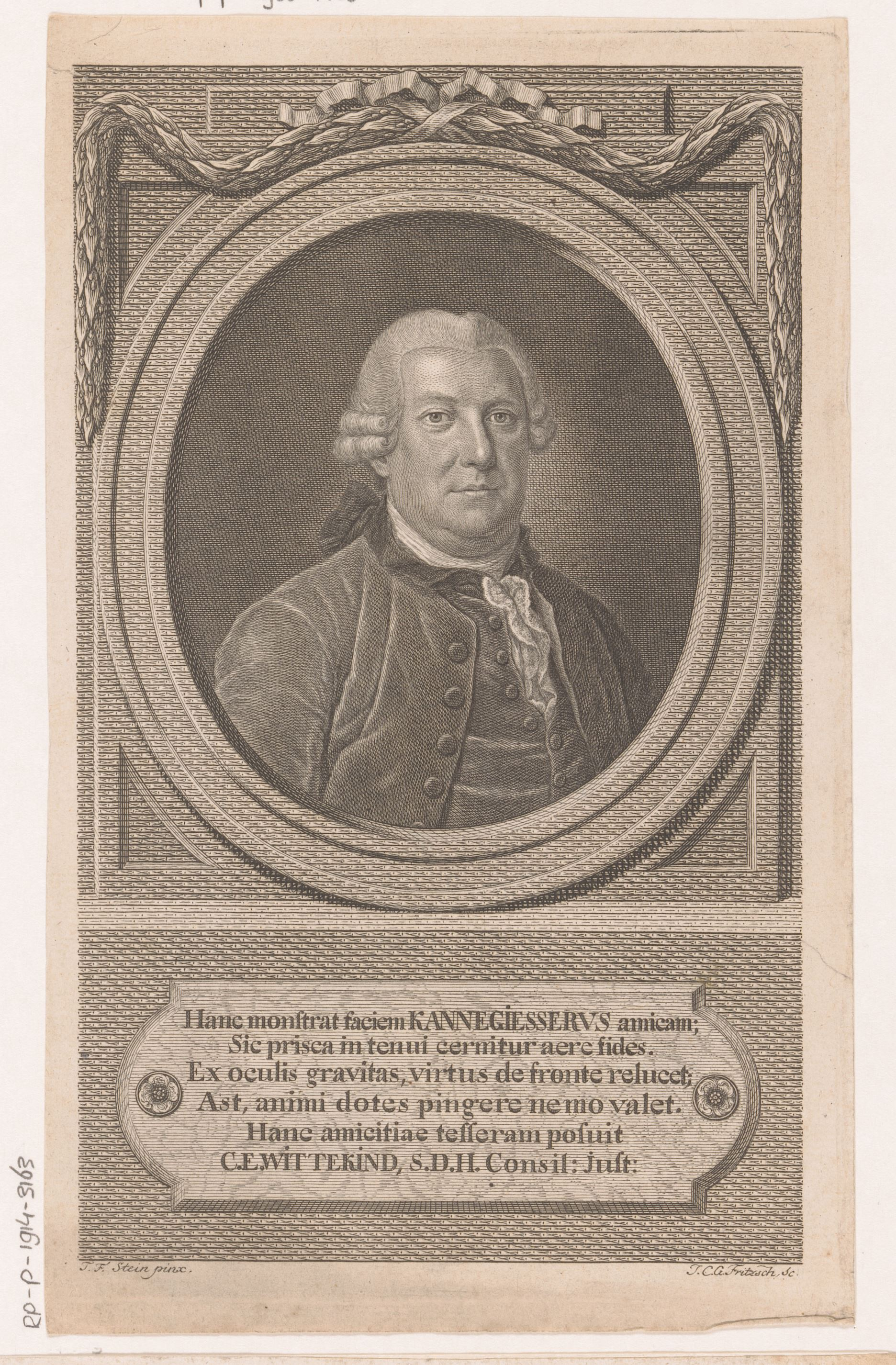
Gottlieb Heinrich Kannegießer

Gottlieb Heinrich Kannegießer (auch Kanngießer; * 22. Juli 1712 in Gotha; † 26. August 1792 in Kiel) war ein deutscher Mediziner und Hochschullehrer. Er gilt als einer der Vordenker der Gerichtsmedizin.  

## Leben
Kannegießer war Sohn des „Operators beim König von Preußen“ Bartholomäus Kanngießer. Er besuchte das Gymnasium in Gotha und das Gymnasium in Eisenach. Anschließend studierte er von 1727 bis 1730 an den Universitäten von Jena und Halle und danach bis 1732 an der Universität Kiel, an der er das medizinische Examen bestand. Ab 1732 war er als Physikus in Neumünster und Bordesholm tätig. In Kiel wurde er 1733 mit der Dissertation De caussis morborum ex influxu siderum pendentibus promoviert. Außerdem erhielt er die Venia legendi für die medizinische Fakultät.
Kannegießer wurde 1736 als außerordentlicher Professor der Medizin an die Universität in Kiel berufen. Durch Kannegießer wurde ab 1740 die Gerichtsmedizin als akademisches Lehrfach maßgeblich gefördert, so hielt er regelmäßig Vorlesungen über „Medicina legalis“ und veröffentlichte die Institutiones medicinae legalis. Zugleich galt er als hervorragender Arzt. Weitere Interessens- und Forschungsgebiete waren die Botanik und Zoologie, die Anatomie sowie die Chemie und Pharmazie. 1742 erhielt er eine Stelle als ordentlicher Professor der Medizin in Kiel und zwischen 1743 und 1751 stand er als Dekan der Medizinischen Fakultät vor. In den Wintersemestern 1744/1745, 1746/1747, 1748/1749, 1752/1753, 1756/1757, 1760/1761, 1764/1765, 1770/1771, 1780/1781 sowie 1788/1789 hatte er als Prorektor jeweils die Leitung der Universität inne.
Kannegießer wurde 1740 unter der Matrikel 498 und dem Beinamen Telamon II. in die Deutsche Akademie der Naturforscher Leopoldina aufgenommen. 1786 wurde er zum königlich dänischen Staatsrat ernannt.

## Werke (Auswahl)
- Observationes Medico-Clinicæ Febrem circa Catarrhalem malignam, Reussen, Plön 1733.
- Dissertatio Solemnis De Pneumatosi, Bartsch, Kiel 1748.
- Institutiones medicinae legalis, Regner, Halle 1786.
- Acta Per Opportvnitatem Sollemnitatis Saecvlaris Qvam Academia Kiloniensis In Honorem Viri Perillvstris Experientissimi, Bartsch, Kiel 1786.